# Bolest a sláva
Bolest a sláva (v originále Dolor y gloria) je španělský hraný film z roku 2019 režiséra Pedra Almodóvara podle vlastního scénáře. Do hlavní role Almodóvar obsadil Antonia Banderase, který za ni na filmovém festivalu v Cannes získal cenu za nejlepší herecký výkon. Alberto Iglesias byl oceněn za nejlepší soundtrack.

## Děj
Slavný filmový režisér Salvator Mallo posbíral za svou kariéru mnoho úspěchů. Nyní je v tvůrčí krizi a cítí prázdnotu. Vzpomínkami se vrací do dětských let. Myslí na svou první lásku a následný rozchod, první opojení a utrpení.

## Obsazení
| Antonio Banderas   | Salvador Mallo        |
| Penélope Cruzová   | Jacinta Mallo (matka) |
| Leonardo Sbaraglia | Federico              |
| Asier Etxeandia    | Alberto Crespo        |

## Recenze
Film byl hodnocen nadprůměrně, v listopadu 2019 získal v Česko-slovenské filmové databázi 74 %.
- Mirka Spáčilová, iDNES.cz  Almodóvarovo alter ego hraje Banderas s únavou samoty v očích
- Kristina Roháčková, iROZHLAS  Režijní autoterapie. Almodóvar ve filmu Bolest a sláva nechává nahlédnout do mysli tvůrce
- Jana Podskalská, Deník.cz  Banderas jak ho neznáte. Snímek Bolest a sláva bude těžké překonat
- Marek Koutesh, ČT24 Bolest a sláva. Pedro Almodóvar oslnil Cannes svou láskou k filmu
- Tomáš Stejskal, Aktuálně.cz Banderas nikdy nebyl tak křehký. Bolest a sláva je Almodóvarův nejosobnější film
- Marcel Kabát, Lidovky.cz Film a jiné drogy Pedra Almodóvara. Bolest a sláva je o naději, že touha je věčná